# Munitionsgurt

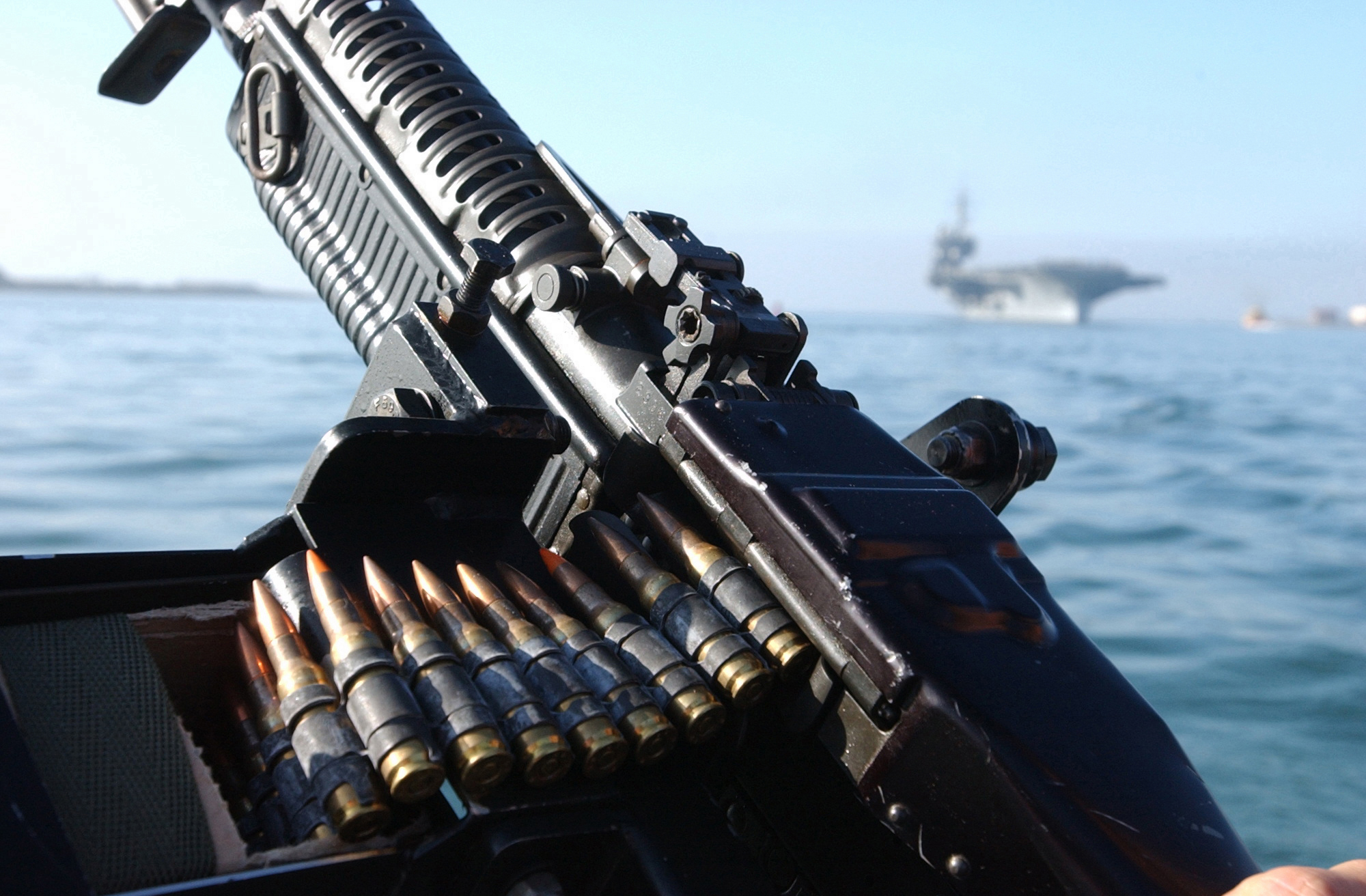
MG M60 mit Munitionsgurt

Der Munitionsgurt ist eine Einrichtung der Munitionszuführung, auf dem Patronen nebeneinander aufgereiht eine Feuerwaffe versorgen, typischerweise ein Maschinengewehr. Der Gurt hält dabei die Patronen zusammen, so dass sie gleichmäßig der Patronenkammer zugeführt und abgefeuert werden können. Gurte werden üblicherweise in sogenannten Gurtkästen zur Verwendung aufbewahrt. Gurte haben eine höhere Kapazität als Magazine, meistens 100–250 Patronen.

## Geschichte

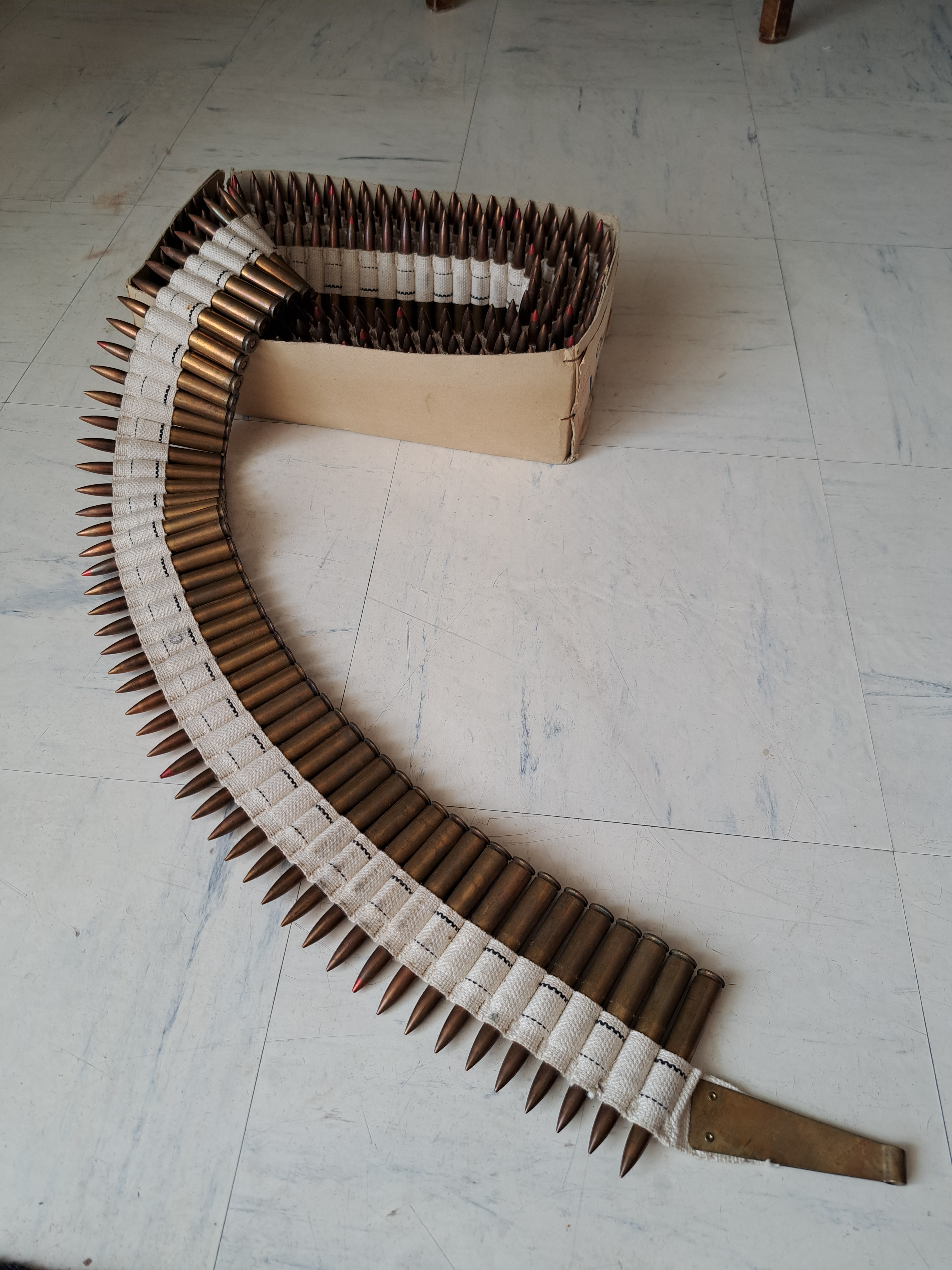
Stoffgurt für Patronen im Kaliber .30-06 Springfield für das Browning M1919

Eines der ersten Maschinengewehre mit Munitionszufuhr durch Gurte 
war das Maxim-Maschinengewehr. Sein Erfinder, Hiram Maxim, schuf 1885 damit eine Waffe mit einer bis dahin nicht erreichten Feuerdichte. Maxim verkaufte Lizenzen seiner Konstruktion in viele Länder. So entstand eine Reihe von MGs, denen die Standard-Gewehrpatrone des jeweiligen Landes in Gurtform zugeführt wurde.
Die Dauergurte der ersten MGs waren meistens aus Textilgewebe hergestellt, das bei Nässe zum Aufquellen, Pilzbefall und Zerreißen neigte, was wiederum Ladehemmungen verursachte. Meistens waren diese Gurte nicht wiederverwendbar. Während des Ersten Weltkrieges wurden, zunächst bei den Bord-MGs der Jagdflugzeuge wie dem Vickers-Maschinengewehr, nässeunempfindliche Metallgliedergurte eingeführt.
Vor allem bei älteren MGs, z. B. M1919, M2, Vickers und Maxim, wird die Patrone nach hinten aus dem Gurt gezogen und dann in das darunter liegende Patronenlager geführt. Auch das PK nutzt diesen Mechanismus bedingt durch die Randpatrone 7,62 × 54 mm R.
Bei den meisten modernen MGs wird die Patrone durch den Verschluss direkt nach vorne aus dem Munitionsgurt gestreift und in das Patronenlager geführt. Dies erfordert, dass das Gurtglied die Patrone nicht komplett umschließt.

## Munitionsgurtarten

### Dauergurte

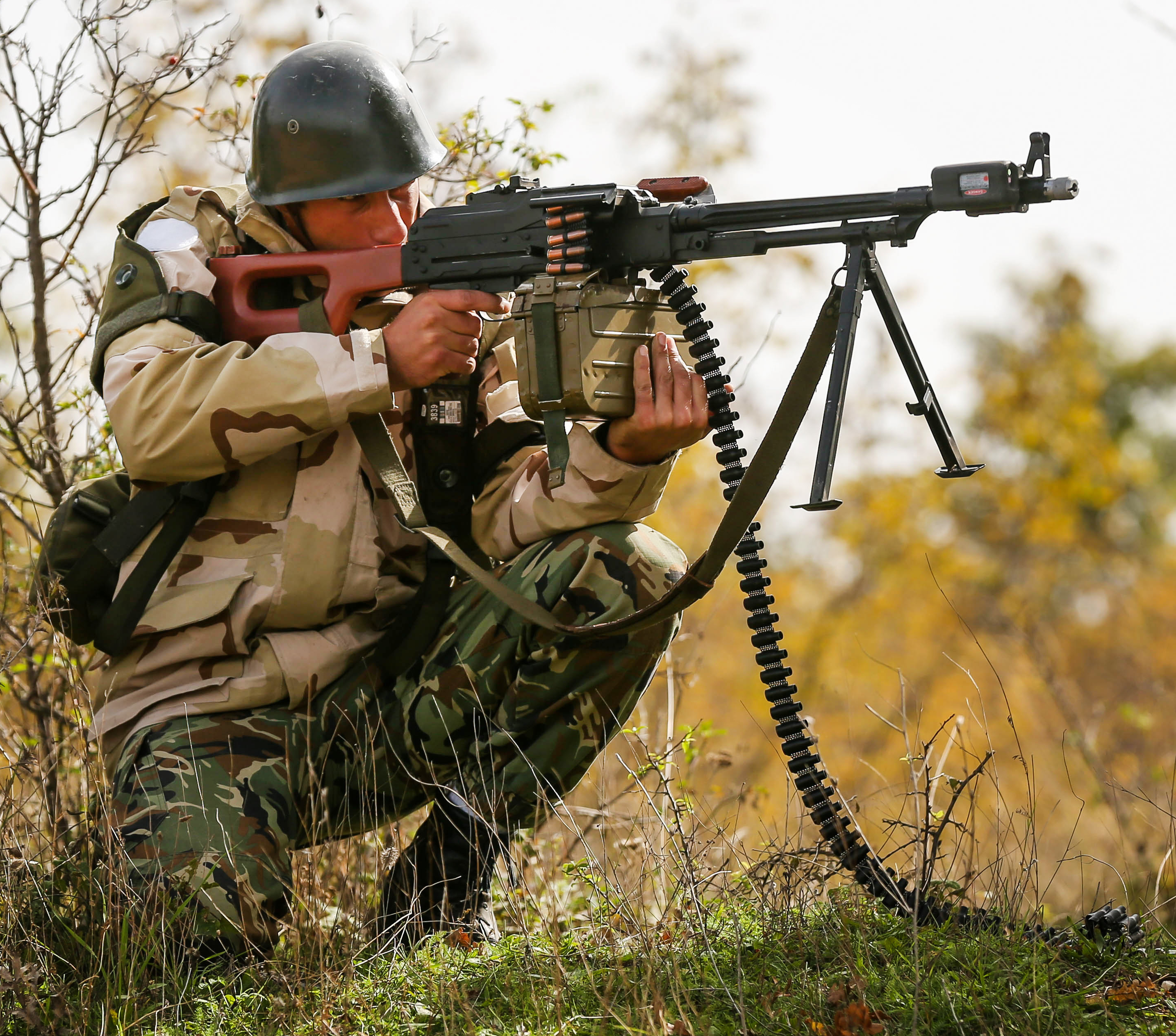
PK mit Metalldauergurt

Ursprünglich wurden Dauergurte eingesetzt, die nach Verwendung wieder aufmunitioniert werden konnten. Die ersten Textilgurte wurden in der Entwicklung später von Metalldauergurten abgelöst, die aus leichten Blechteilen für die Patrone und einer Drahtspirale zwischen den einzelnen Gliedern als Scharnier bestehen. Diese Metallgurte werden – neben Zerfallgurten – bei der Bundeswehr z. B. für das MG3 verwendet.

### Zerfallgurte

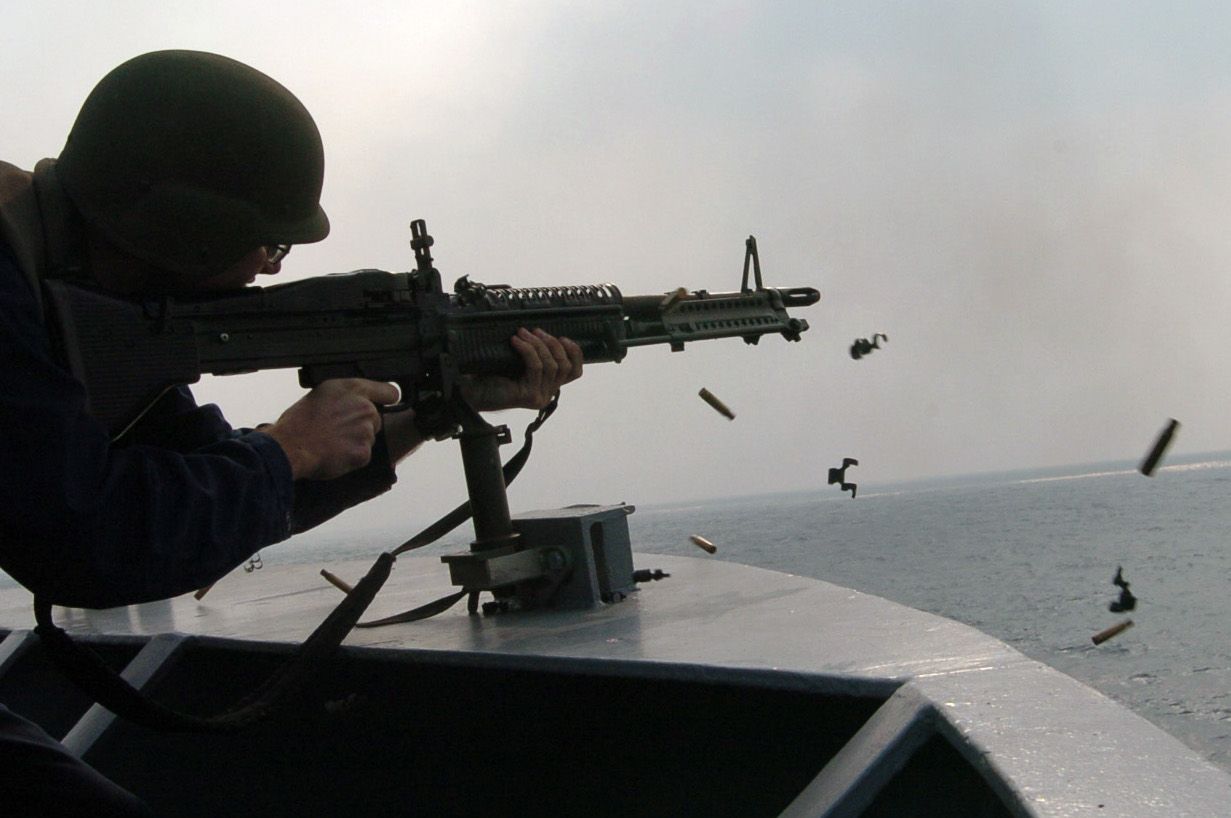
Gurtglieder und leere Patronenhülsen eines Zerfallgurtes werden ausgeworfen.

Im Laufe der Zeit wurden sogenannte Zerfallgurte entwickelt, die nach Abgabe des Schusses entweder vom Maschinengewehr zertrennt werden oder durch das Ausschieben der Patronen in das Patronenlager zerfallen. Der Vorteil gegenüber dem Dauergurt liegt in dem geringeren Gewicht und der verbesserten Handhabung der Waffe, da der Gurt nur noch auf der Zuführungsseite an der Waffe hängt. Zerfallgurte bestehen aus Metallgliedern, die miteinander oder durch die eingesteckten Patronen verbunden werden und dadurch im gefüllten, aufmunitionierten Zustand nicht auseinanderfallen. Bereits der Gurt der Vickers-Bord-MGs des Ersten Weltkrieges war ein Zerfallgurt. Zur störungsfreien Zuführung des Zerfallgurts zur Waffe wird manchmal ein Gurtkanal verwendet.

## Galerie

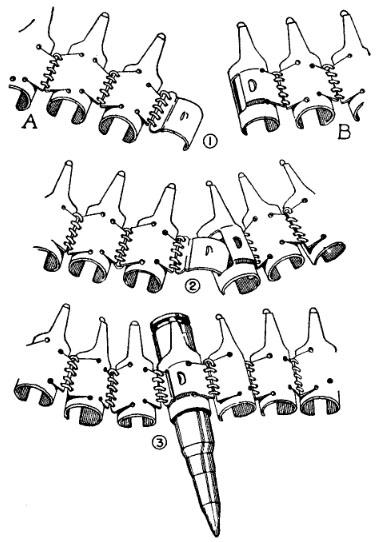
Vorgehen zum Verbinden von Metall-Dauergurten
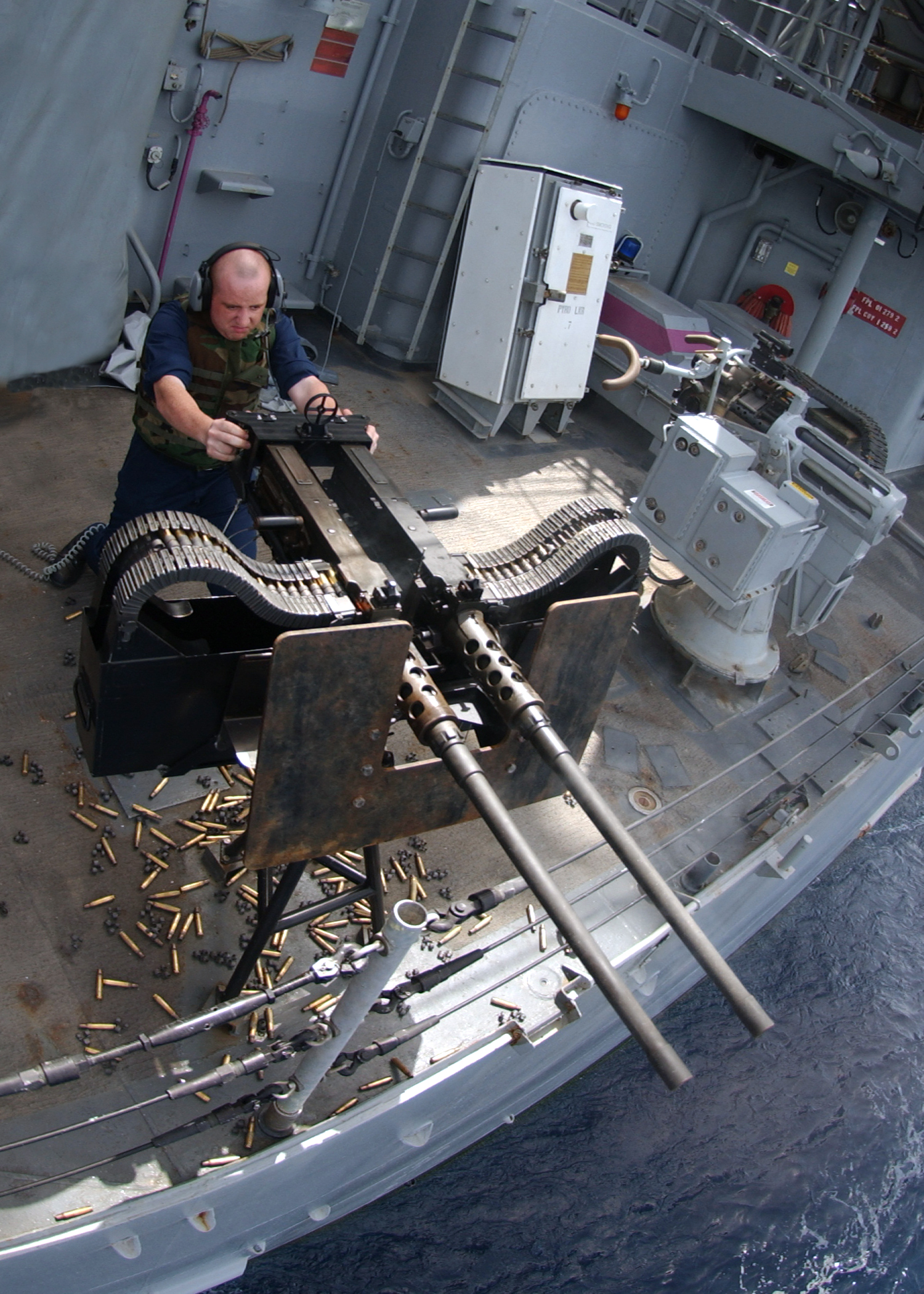
Munitionsgurte eines Zwillings-MG (Browning M2) werden von unterschiedlichen Seiten zugeführt
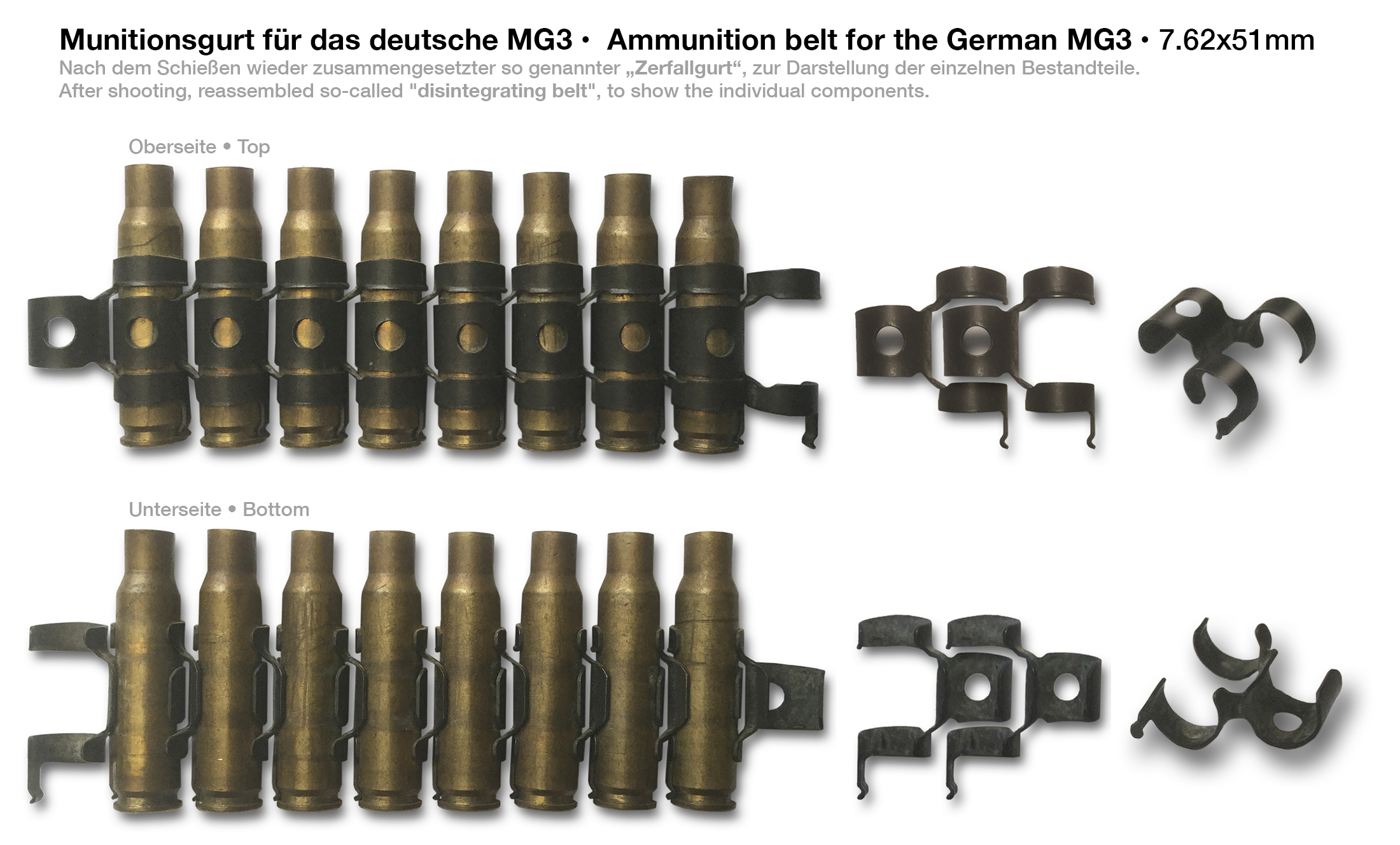
7.62×51mm NATO-Patronenhülsen wurden nach dem Schießen mit M13-Gurtgliedern wieder zu einem Zerfallgurt zusammengesetzt
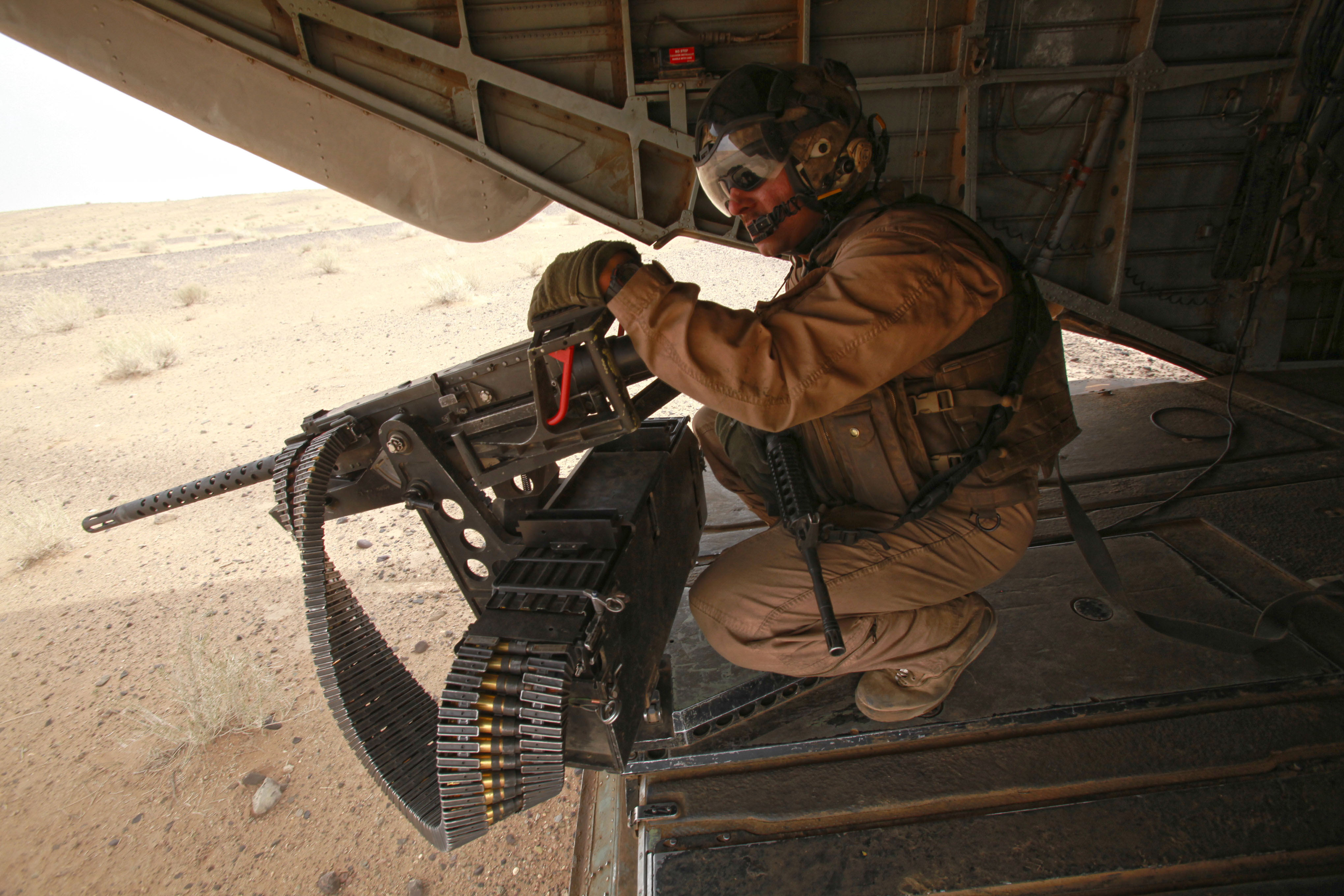
Zerfallgurt eines FN M3M-Maschinengewehrs in einem flexiblen Gurtkanal (flexible feed chute)
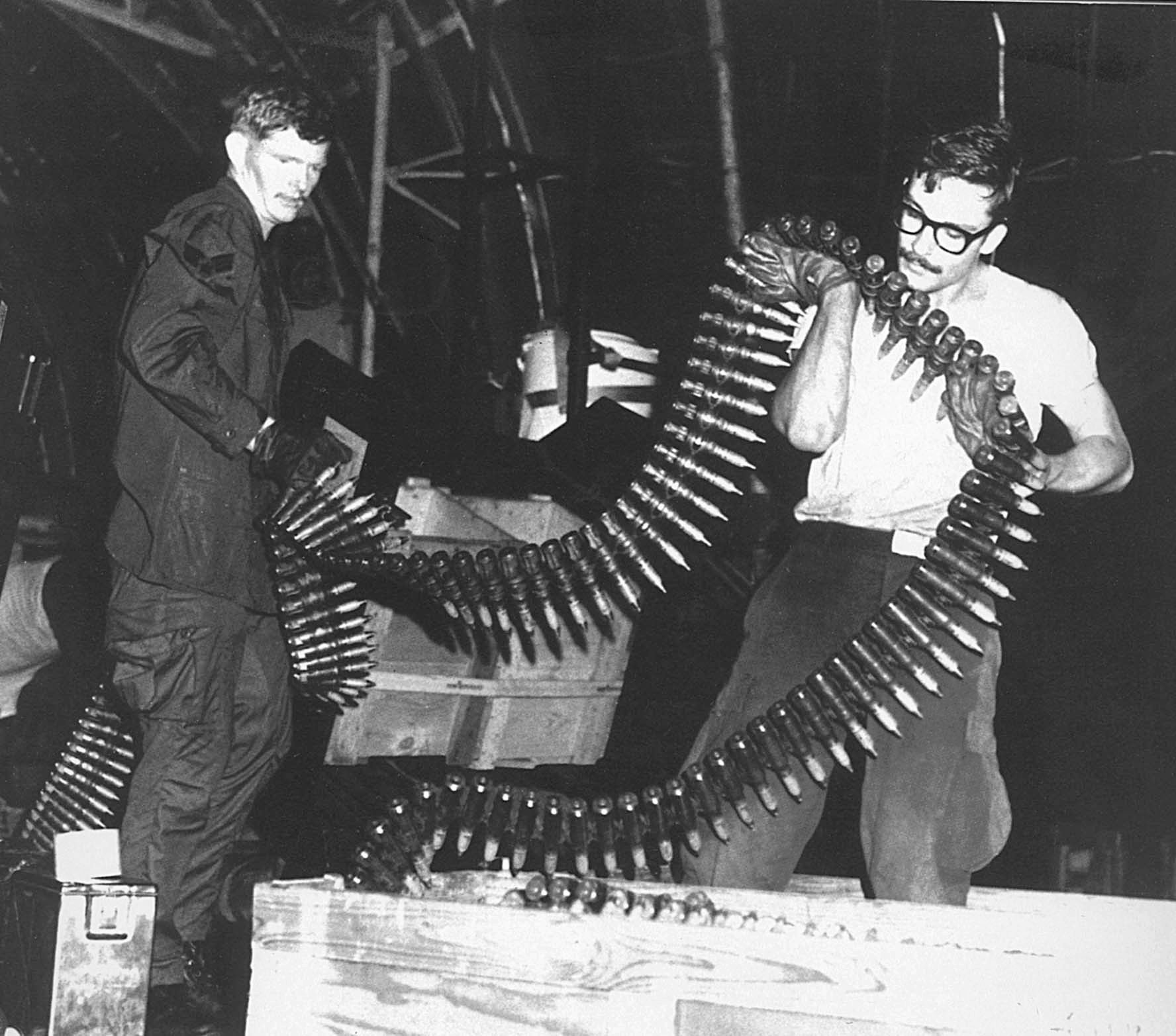
Munitionsgurt einer älteren M61 mit Gurtzuführung
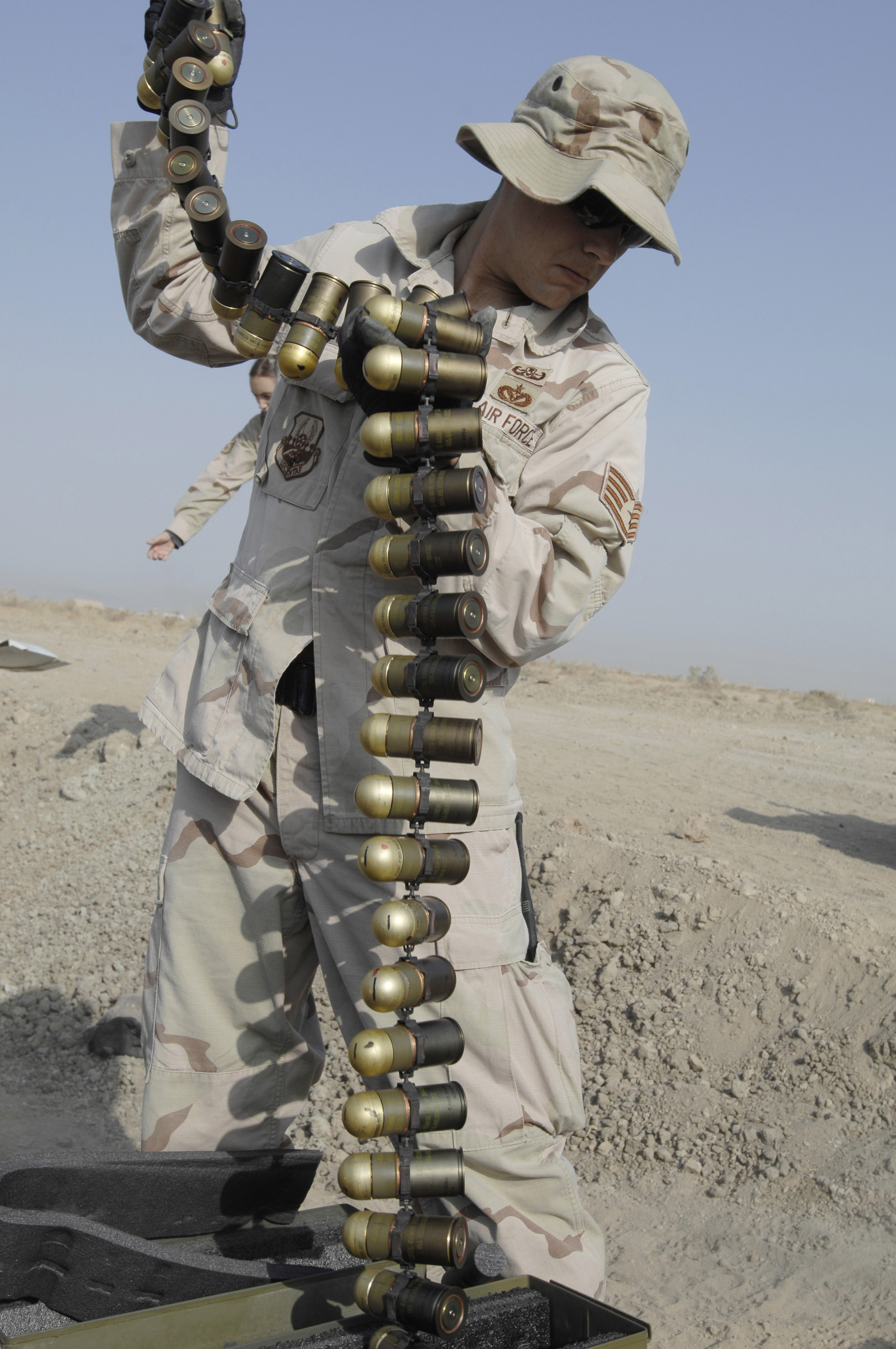
Munitionsgurt mit 40-mm-Granatwerferpatronen